# FC Hoyvík
FC Hoyvík is een voetbalclub op de Faeröer gevestigd in de noordelijke wijk Hoyvík van de hoofdstad Tórshavn. Sinds het seizoen 2017 wordt er gespeeld in het nieuw aangelegde Hoyvíksvøllur, dat om sponsorredenen het J&K Vøllur wordt genoemd.

## Geschiedenis
De vereniging werd op 12 januari 1975 opgericht als ÍF Fram Tórshavn (Voorwaarts Tórshavn), en was daarmee de derde voetbalvereniging uit Tórshavn. Havnar B Tórshavn (1904) en B36 Tórshavn (1936) zijn de andere twee. Het eerder in 1973 opgerichte Argja Bóltfelag uit Argir werd na de inlijving van Argir bij Tórshavn in 1997 de vierde club uit de hoofdstad.
In 1977 speelde Fram een seizoen in de hoogste divisie, maar eindigde als zevende en laatste, waarna degradatie volgde. Fram kwam nooit meer uit in de Meistaradeildin. In 2008 werd de inmiddels in FC Hoyvík gewijzigde voetbalclub kampioen in de 2. Deild (derde niveau) en promoveerde naar de 1. Deild. Na drie seizoenen op het tweede niveau te hebben gebivakkeerd, degradeerde FC Hoyvík in het seizoen 2011 weer naar de 2. Deild.

### Twee fusies
Vanaf 2012 besloten de voetbalclubs FC Hoyvík en FF Giza om met een gecombineerd team uit te komen onder de naam Giza/Hoyvík, waaronder ook de vrouwenelftallen van beide verenigingen. Uiteindelijk fuseerden beide clubs in 2016 tot Giza Hoyvík. Een jaar erna verhuisde het van het bijveld van Gundadalur (speelvelden van B36 en HB) naar het nieuwe J&K Vøllur. Eind 2018 werd in een ledenvergadering gekozen voor de nieuwe naam FC Hoyvík, om de vereniging meer lokaal te laten opereren.
In 2022 werd Undrið FF bij de vereniging gevoegd, waardoor FC Hoyvík in de 1. Deild ging spelen. 

## Erelijst
2. Deild
kampioen in 2008, 2019